# Championnat américain de course automobile 1939
Navigation
1938 1940
Le Championnat américain de course automobile 1939 est la 22e édition du championnat de monoplace nord-américain et s'est déroulé du 30 mai au 2 septembre sur 3 épreuves. Ce championnat est organisé par l'Association américaine des automobilistes (AAA).

## Calendrier
| no | Date        | Course                   | Circuit                            | Lieu                  | Type  | Pole Position | Vainqueur   |
| -- | ----------- | ------------------------ | ---------------------------------- | --------------------- | ----- | ------------- | ----------- |
| 1  | 30 mai      | 500 miles d'Indianapolis | Indianapolis Motor Speedway        | Speedway, Indiana     | Paved | Jimmy Snyder  | Wilbur Shaw |
| 2  | 27 août     | Milwaukee 100            | Wisconsin State Fair Park Speedway | West Allis, Wisconsin | Dirt  | Emil Andres   | Babe Stapp  |
| 3  | 2 septembre | Syracuse 100             | New York State Fairgrounds         | Syracuse, New York    | Dirt  | Rex Mays      | Mauri Rose  |

## Classement
| Pos.     | Pilote        | Voiture            | Points |
| -------- | ------------- | ------------------ | ------ |
| Champion | Wilbur Shaw   | Maserati           | 1 000  |
| 2e       | Jimmy Snyder  | Adams-Sparks       | 825    |
| 3e       | Ted Horn      | Miller             | 685    |
| 4e       | Babe Stapp    | Alfa Romeo         | 675    |
| 5e       | Cliff Bergere | Miller-Offenhauser | 675    |

## Courses organisées par l'AAA ne comptant pas pour le championnat
| Date       | Course            | Circuit                              | Lieu                  | Type | Pole Position | Vainqueur   |
| ---------- | ----------------- | ------------------------------------ | --------------------- | ---- | ------------- | ----------- |
| 15 octobre | Race of Champions | Illinois State Fairgrounds Racetrack | Springfield, Illinois | Dirt | -             | Emil Andres |